# Buffonellodes edwardsiana
Buffonellodes edwardsiana är en mossdjursart som först beskrevs av d'Orbigny 1842.  Buffonellodes edwardsiana ingår i släktet Buffonellodes och familjen Buffonellodidae. Inga underarter finns listade i Catalogue of Life.